# Wallace F. Bennett
Wallace F. Bennett (Salt Lake City, 1898. november 13. – Salt Lake City, 1993. december 19.) az Amerikai Egyesült Államok szenátora (Utah, 1951–1974).